# ديرموت لاسي
ديرموت لاسي (بالإنجليزية: Dermot Lacey)‏ هو عالم بيئة أيرلندي، ولد في القرن العشرين.